# Brent Bookwalter
Brent Bookwalter est un coureur cycliste américain (né le 16 février 1984 à Albuquerque), professionnel de 2005 à 2021.

## Biographie

### Début de carrière
Brent Bookwalter devient coureur professionnel le 1er juin 2005 dans l'équipe continentale américaine Advantage Benefits Endeavour, dirigée par Tom Schuler et Robbie Ventura. Il se classe deuxième du championnat des États-Unis contre-la-montre espoirs derrière Steven Cozza, et troisième du championnat des États-Unis de cyclo-cross espoirs.
Son équipe change de nom et devient Priority Health. Durant cette année, il remporte le championnat des États-Unis contre-la-montre espoirs, en devançant cette fois Steven Cozza, et se classe deuxième de la course en ligne dans cette catégorie, derrière Craig Lewis. En fin de saison, il participe pour la première fois aux championnats du monde sur route. Il termine 40e du contre-la-montre dans la catégorie moins de 23 ans.
En 2007, Brent Bookwalter court au sein de l'équipe espoirs VMG Racing, créée en 2006 et dirigée par Chann McRae. Celui-ci estime alors que Bookwalter est l'un des coureurs de l'équipe susceptibles d'être recrutés par une équipe ProTour pour la saison suivante. Il participe au Tour de Californie avec une sélection d'espoirs américains, sous la direction de Noël Dejonckheere.

### Depuis 2008 chez BMC Racing
En 2008, Bookwalter est recruté par l'équipe continentale professionnelle BMC Racing. Il participe à sa première course ProTour, le Tour de Romandie 2008. En fin d'année, il est sélectionné en équipe nationale pour la course en ligne des championnats du monde. Il abandonne en cours de course. En 2009, il dispute notamment Paris-Roubaix, le Tour de Romandie, le Critérium du Dauphiné libéré, où il est quinzième de la première étape disputée contre-la-montre, et le Tour de Belgique, dont il prend la 19e place. Il obtient ses meilleurs résultats aux États-Unis. Il y remporte le prologue du Tour de l'Utah et se classe deuxième de ceux de la Redlands Classic et du Tour of Elk Grove, dont il prend la deuxième place du classement final. Il est également quatrième du championnat des États-Unis sur route. En fin de saison, il participe à nouveau aux championnats du monde sur route. Il ne parvient pas au terme de la course en ligne.
En 2010, Brent Bookwalter surprend en terminant deuxième de la première étape du Tour d'Italie, un contre-la-montre dans les rues d'Amsterdam aux Pays-Bas, à deux secondes du vainqueur Bradley Wiggins, et devant le leader de BMC Racing Cadel Evans. Il termine 95e de ce premier grand tour. En juillet, il dispute son premier Tour de France.
En 2011, Brent Bookwalter fait partie de l'équipe qui entoure Cadel Evans lors de sa victoire au Tour de France. En fin d'année, il dispute le championnat du monde sur route. À l'issue de cette saison, le contrat qui le lie à l'équipe est prolongé.
En 2012, il est troisième du championnat des États-Unis du contre-la-montre. Il participe au Tour d'Espagne et au championnat du monde sur route.
En 2013, Brent Bookwalter gagne la première étape du Tour du Qatar, puis la deuxième étape, un contre-la-montre par équipes, avec ses coéquipiers. Il est ainsi leader de la course pendant trois jours, mais termine deuxième du classement final, derrière Mark Cavendish. En juin, aux championnats des États-Unis, il se classe deuxième du contre-la-montre et de la course en ligne. En juillet, il dispute le Tour de France en tant qu'équipier de Tejay van Garderen et Cadel Evans. En septembre, il prend la deuxième place du premier Tour de l'Alberta. Après cette saison, son contrat avec BMC est prolongé.
Brent Bookwalter commence la saison 2014 au Tour Down Under, dont il prend la douzième place. En février, les conséquences d'une chute au Tour du Haut-Var l'écartent de compétition pendant plusieurs semaines. Il reprend en avril, au Circuit de la Sarthe. Au printemps, il prend part à la victoire de BMC au contre-la-montre par équipes du Tour du Trentin, où le leader de l'équipe Cadel Evans s'impose au classement général. Bookwalter est ensuite équipier d'Evans au Tour d'Italie. Evans termine huitième de ce Giro, Bookwalter 68e, après avoir pris la cinquième place de l'étape arrivant au Monte Zoncolan grâce à sa présence dans une échappée. En fin de saison, il est sélectionné en équipe nationale pour disputer le championnat du monde sur route, dont il prend la 25e place.
Bookwalter est sélectionné pour la course en ligne des championnats du monde de Richmond.
Au mois d'août 2017 il remporte la deuxième étape du Tour de l'Utah.
Bookwalter annonce en juin 2021 arrêter sa carrière professionnelle à la fin de cette année.

## Palmarès, résultats et classements mondiaux

### Palmarès sur route
- 2005
  - 2e du championnat des États-Unis du contre-la-montre espoirs
  - 3e du Tour de Shenandoah
- 2006
  -  Champion des États-Unis du contre-la-montre espoirs
  - Tour de Shenandoah :
    - Classement général
    - 6e étape (contre-la-montre)

  - 2e du championnat des États-Unis sur route espoirs
- 2009
  - Prologue du Tour de l'Utah
  - 2e du Tour of Elk Grove
- 2012
  - 3e du championnat des États-Unis du contre-la-montre
- 2013
  - 1re et 2e (contre-la-montre par équipes) étapes du Tour du Qatar
  - 2e du championnat des États-Unis sur route
  - 2e du championnat des États-Unis du contre-la-montre
  - 2e du Tour du Qatar
  - 2e du Tour d'Alberta
- 2014
  - 1re étape du Tour du Trentin (contre-la-montre par équipes)
- 2015
  - 2e étape du Tour du Colorado
  - 2e du Tour du Colorado
  - 3e du Tour de l'Utah
- 2016
  - 3e du Tour de Californie
- 2017
  - 2e étape du Tour de Catalogne (contre-la-montre par équipes)
  - 2e étape du Tour de l'Utah
  - 2e du championnat des États-Unis du contre-la-montre
- 2018
  - 3e étape du Tour de la Communauté valencienne (contre-la-montre par équipes)
  - 3e du championnat des États-Unis du contre-la-montre
- 2019
  - 1re étape secteur B de la Semaine internationale Coppi et Bartali (contre-la-montre par équipes)
- 2020
  - 7e des Strade Bianche
- 2021
  - 2e du championnat des États-Unis sur route

### Résultats sur les grands tours

#### Tour de France
4 participations
- 2010 : 147e
- 2011 : 114e
- 2013 : 91e
- 2016 : 117e

#### Tour d'Italie
5 participations
- 2010 : 95e
- 2014 : 68e
- 2015 : 66e
- 2019 : non-partant (16e étape)
- 2020 : non-partant (6e étape)

#### Tour d'Espagne
2 participations
- 2012 : 78e
- 2018 : 66e

### Classements mondiaux
| Année                                 | 2006 | 2007 | 2008 | 2009 | 2010 | 2011 | 2012 | 2013 | 2014 | 2015 | 2016 | 2017 | 2018  | 2019 | 2020 | 2021 |
| ------------------------------------- | ---- | ---- | ---- | ---- | ---- | ---- | ---- | ---- | ---- | ---- | ---- | ---- | ----- | ---- | ---- | ---- |
| Calendrier mondial                    |      |      |      | nc   | 176e |      |      |      |      |      |      |      |       |      |      |      |
| UCI World Tour                        |      |      |      |      |      | nc   | nc   | nc   | 220e | nc   | nc   | 126e | 206e  |      |      |      |
| Classement mondial                    |      |      |      |      |      |      |      |      |      |      | 267e | 110e | 319e  | 700e | 396e | 652e |
| UCI Europe Tour                       | nc   | nc   | nc   | nc   | nc   |      |      |      |      |      | 639e | 305e | 1271e |      |      |      |
| UCI America Tour                      | 76e  | nc   | 312e | nc   | nc   |      |      |      |      |      | 22e  | 9e   | 12e   | 76e  | 29e  | 70e  |
|                                       |      |      |      |      |      |      |      |      |      |      |      |      |       |      |      |      |
| Légende : nc = non classéSource : UCI |      |      |      |      |      |      |      |      |      |      |      |      |       |      |      |      |

### Palmarès en cyclo-cross
- 2005-2006
  - 3e du championnat des États-Unis de cyclo-cross espoirs